# Mario De Caro
Mario De Caro (17 settembre 1963) è un filosofo italiano, professore di filosofia morale presso l'Università Roma Tre. 
Dal 2000, insegna anche presso la Tufts University, dove è regolarmente Visiting Professor. e delle filosofie di Donald Davidson e Hilary Putnam. Con David Macarthur ha difeso la teoria detta "Liberal naturalism", oggetto di vivaci discussioni nelle letteratura specialistica sull'argomento e con Maria Silvia Vaccarezza una teoria detta "virtue molecularism", incentrata sull'idea del primato della saggezza pratica sulle singole virtù. È literary executor di Hilary Putnam. 

## Biografia
Ha trascorso due anni presso il Massachusetts Institute of Technology come Visiting graduate student e uno come Fulbright fellow presso la Harvard University.
È Associate editor del Journal of the American Philosophical Association (Cambridge University Press) e di Ancient Philosophy Today (University of Edinburgh), membro dei comitati scientifici delle riviste The European Journal of Analytic Philosophy, Rivista di Estetica  e Filosofia e questioni pubbliche, dell'Advisory Panels Linguistic and Philosophical Investigations, Review of Contemporary Philosophy e Analysis and Metaphysics. È stato consulente presso il Ministério da Ciência, Tecnologia e Ensino Superior (Portogallo). Collabora con Il Sole 24 Ore, e ha scritto per The Times, La Repubblica, La Stampa e il manifesto.
È stato Presidente della Società Italiana di Filosofia Analitica (SIFA) dal 2010 al 2012. È vicepresidente della Consulta Nazionale di Filosofia e membro dei direttivi della Società Filosofica Italiana e della Società Italiana di Neuroetica. Con Maurizio Ferraris e Achille Varzi, ha condotto tre serie di Zettel - Filosofia in movimento, programma televisivo RAI dedicato alla filosofia. Attualmente è presidente della Società Italiana di Filosofia morale. 
L'asteroide 5329 Decaro è stato così chiamato in suo onore.

## Monografie
- Dal punto di vista dell'interprete. La filosofia di Donald Davidson, Roma, Carocci, 1998
- Il libero arbitrio, Roma-Bari, Laterza, 2004
- Azione, Bologna, Il Mulino, 2008
- Biografie convergenti: venti ircocervi filosofici, disegni di Guido Scarabottolo, Milano-Udine, Mimesis, 2015
- Mente e morale, Roma, Luiss University Press, 2016 (con Massimo Marraffa)
- Realtà, Torino, Bollati Boringhieri, 2020
- Le sfide dell'etica (con Sergio Filippo Magni e Maria Silvia Vaccarezza), Mondadori, Milano, 2021
- Valori al cinema (con Enrico Terrone), Mondadori, Milano 2023
- Liberal Naturalism (con David Macarthur), Harvard University Press, Cambridge (MA), in preparazione
- Putnam (con Maria Baghramian), Polity Press, Cambridge, in preparazione

## Curatele
- Interpretations and Causes: New Perspectives on Donald Davidson's Philosophy, Dordrecht, Kluwer, 1999
- La logica della libertà, Roma, Meltemi, 2002
- Normatività, Fatti, Valori, con Massimo Dell'Utri e Rosaria Egidi, Macerata, Quodlibet, 2003
- Cartographies of the Mind. Philosophy and Psychology in Intersection, con Massimo Marraffa e Francesco Ferretti, Dordrecht, Springer, 2007
- Scetticismo. Storia di una vicenda filosofica, con Emidio Spinelli, Roma, Carocci, 2007
- Naturalism in Question, con David Macarthur, Cambridge (Mass.)-London, Harvard University Press, 2004; paperback edition 2008
- Siamo davvero liberi? Le neuroscienze e il mistero del libero arbitrio, con Andrea Lavazza e Giuseppe Sartori,  Torino, Codice, 2010
- Naturalism and Normativity, con David Macarthur, New York, Columbia University Press, 2010
- La filosofia analitica e le altre tradizioni, con Stefano Poggi, Roma, Carocci, 2011
- Philosophy in an Age of Science: Physics, Mathematics and Skepticism, scritti di Hilary Putnam (con David Macarthur), Cambridge (Mass.)-London, Harvard University Press, 2012
- Bentornata Realtà. Il nuovo realismo in discussione con Maurizio Ferraris, Torino, Einaudi, 2012
- Quanto siamo responsabili? Filosofia, neuroscienze e società, con Andrea Lavazza e Giuseppe Sartori, Torino, Codice, 2015
- Naturalism, Realism, and Normativity, scritti di Hilary Putnam (Cambridge (Mass.)-London, Harvard University Press, 2016
- Practical Wisdom, con Maria Silvia Vaccarezza, Routledge, Milton Park (UK), 2021
- Handbook to Liberal Naturalism, Routledge, Milton Park (UK), 2022.
- Philosophy as Dialogue, scritti di Hilary Putnam (con David Macarthur), Cambridge (Mass.)-London, Harvard University Press, 2022.